# Anansi

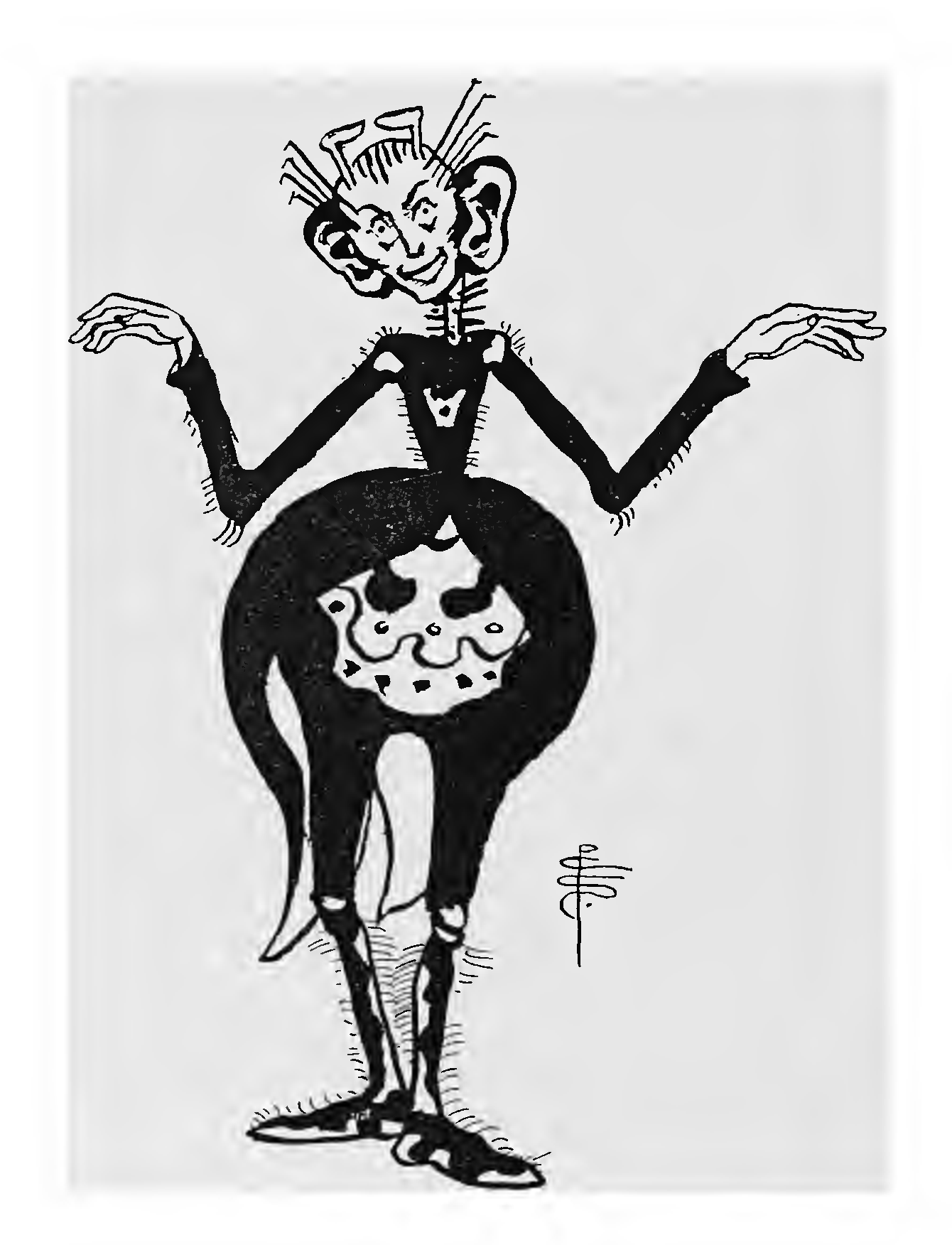

Anansi è una delle più importanti e conosciute divinità appartenenti alla mitologia delle popolazioni originarie dell'Africa Occidentale, dalle quali è dipinto come un essere a metà strada tra dio ingannatore e eroe culturale.
Suo padre è Nyame, il dio del cielo, per conto del quale Anansi porta la pioggia, spegne gli incendi e svolge diversi altri compiti; sua madre è Asase Yaa e ci sono anche diverse menzioni di figli che avrebbe procreato. Secondo alcuni miti sua moglie è conosciuta come Signora Anansi o la strega Anansi, anche se solitamente viene chiamata Aso.
Le forme con cui viene descritto sono quelle di un ragno, di un uomo o di una combinazione dei due; per questo motivo viene spesso chiamato il ragno o il dio ragno.
La sua origine viene fatta derivare dalla tribù degli Ashanti, ma successivamente il mito si è diffuso presso altri gruppi Akan e più tardi, con le deportazioni degli schiavi, nei Caraibi, in Suriname e nelle Antille olandesi. A Curaçao, Aruba e Bonaire è conosciuto come Nanzi e sua moglie come Shi Maria.

## Mito
Le storie relative ad Anansi sono conosciute come Anansesem presso gli Ashanti e come Anansi-Tori in Suriname.
Secondo alcune versioni Anansi avrebbe creato il Sole, le stelle e la Luna e avrebbe inoltre insegnato agli uomini le tecniche dell'agricoltura; altre storie invece narrano di come Anansi provò ad accumulare tutta la saggezza del mondo in un calabash (Cucurbita lagenaria o zucca ornamentale), ma alla fine realizzò quanto fosse futile il suo proposito di tenere per sé tutta la saggezza e così la lasciò andare.
Una delle leggende più ricorrenti è quella in cui Anansi diventa il re di tutte le storie: nella versione Ashanti, Anansi va da suo padre Nyame e gli chiede di diventare appunto il re di tutte le storie; il padre gli risponde che se riuscirà a catturare il Giaguaro con i denti come pugnali, la Vespa che punge come il fuoco e la Fata che nessun uomo ha visto diventerà ciò che desidera.
Anansi decide dunque di impegnarsi nelle difficili prove, nonostante i dubbi di Nyame, e riesce ad ingannare il Giaguaro, che voleva mangiarlo, proponendogli un gioco che gli permette di legarlo; inganna anche la Vespa, fingendo d'essere la pioggia e invitando l'insetto a nascondersi in un calabash dove la cattura, e infine riesce a prendere la fata con il trucco del bambino di pece che è spiegato sotto. Terminati i suoi sforzi, porta i trofei a Nyame e diventa il re delle storie.
L'unica volta in cui Anansi stesso fu ingannato avvenne quando provò a combattere contro un bambino di pece dopo aver tentato di rubare del cibo: in sostanza si trattava di una bambola ricoperta di pece che alla fine resta tanto più attaccata al suo aggressore tanto più questo si dimena per colpirla. Il bambino di pece appartiene ad una grande varietà di contesti folkloristici africani e anche negli Stati Uniti, specialmente nel sud, è molto nota una variante denominata Brer Rabbit, che fu utilizzata in un vecchio film di Walt Disney, Song of the South del 1946.
In un'altra fiaba Anansi manda sua nipote a rubare a un giovane capo villaggio un anello magico che può dare a chi lo possiede qualsiasi cosa gli si chieda; il ragazzo manda il suo cane Okraman e il gatto Okra a ricuperare l'anello. In un'altra un uomo che si fa chiamare Non-Voglio-Essere-Contraddetto racconta agli animali storie assurde e li uccide se questi dicono che non gli credono: Anansi, d'accordo con i propri figli, comincia a fare altrettanto con l'uomo e comincia a raccontare storie impensabili su di sé, come un orcio che contiene tre strati distinti d'acqua diversa che non si mescolano, oppure dice che la moglie ha perso un orcio vicino al fiume e lei ha impiegato due giorni a riprenderlo. Non-Voglio-Essere-Contraddetto dà ai bambini dei bugiardi e a questo punto Anansi, datogli un assaggio della sua medicina, lo fa picchiare dai figli, tanto che l'uomo finisce tagliato a pezzi, che si spargono per il mondo facendo nascere tantissima gente che non vuole sentirsi contraddire.

## Altri nomi
- Anancy (Giamaica, Grenada)
- Anancyi
- Kwaku Ananse o Ananse (Ghana)
- Zia Nancy (Aunt Nancy) (in Carolina del Sud)
  - il termine viene usato colloquialmente per indicare il ragno proprio perché si tratta della versione americanizzata di Anansi.
- Hanansi
- Compé Anansi
- Nansi

## Riferimenti nella cultura di massa
- Il mito di Anansi compare estesamente nel film horror Nanny di Nikiatu Yasu del 2022
- Anansi è l'eroe del film di animazione Anansi the Spider di Gerald McDermott.
- Anansi ("Mr. Nancy") appare in due romanzi di Neil Gaiman, American Gods e I ragazzi di Anansi, e nella serie televisiva tratta dal primo, in cui è interpretato da Orlando Jones.
- Anansi the Spider è un supereroe della serie animata Static Shock.
- Anansi appare in due episodi della serie animata Gargoyles della Disney.
- Zia Nancy, basata su Anansi, è un personaggio del romanzo  Forests of the Heart di Charles de Lint.
- Anansi appare come re dei ragni nel romanzo di China Miéville King Rat.
- Anansi appare nel dipinto di Myrea Pettit Anansi and Sweep.
- Anansi è un cantante reggae e blues italiano, che ha collaborato anche con artisti dello stesso genere musicale.
- Anansi è un supereroe del fumetto Astro City di Kurt Busiek.
- Riferimenti ad Anansi sono stati fatti in storie dell'Uomo Ragno scritte da J. Michael Straczynski in cui sembra aver avuto un ruolo nella rinascita di Spider Man e nella creazione del cosiddetto Altro Uomo Ragno.
- Anansi appare in Papa Midnite, una serie a fumetti collegata ad Hellblazer, come un dio ingannatore che ha istigato una rivolta da parte dei neri durante la guerra civile americana.
- Anansi è il nome di uno space shuttle connesso al progetto di un cavo super resistente nel romanzo The Descent of Anansi di Larry Niven e Steven Barnes.
- The Magic of Anansi, una serie animata per bambini canadese.[1]
- La figura di Anansi compare anche in testi per l'infanzia che rivisitano le sue vicende in una forma più adatta ai bambini, come in Ananse's Feast di Tololwa M. Mollel.[2]
- Il gruppo inglese Skunk Anansie prende il proprio nome proprio da Anansi con l'aggiunta di "Skunk" (moffetta) per dargli spessore.
- Anansi compare anche nell'albo di Hellboy - Strani Luoghi come ragno che conosce tutti i segreti e rivela al dott. Moholomi l'arrivo di Hellboy in Africa. L'autore Mike Mignola mantiene il mito della cattura del giaguaro, della vespa e della fata in cambio della conoscenza di tutte le storie.
- Anansi appare nello spin off di Fables "Le Fiabe sono per sempre", dove ricopre il ruolo di fiaba fuggiasca che gestisce un hotel (e quasi sicuramente un'organizzazione criminale) in Burkina Faso.
- Anansi è il nome del computer di Ella Malikova, personaggio secondario del libro Gemina.
- Anansi è il nome da lottatrice Nora Césaire, sorella di Alya Césaire, personaggio della serie animata Miraculous.